# Littré Quiroga
Littré Abraham Quiroga Carvajal (Santiago de Xile, 1940 - 15 de setembre de 1973) fou un advocat i polític xilè militant del Partit Comunista de Xile, que exercí com a director general del Servei de Presons durant el govern de Salvador Allende. Fou assassinat els dies posteriors al cop d'estat de Pinochet.
A causa del cop militar de l'11 de setembre de 1973 va interrompre la seva baixa mèdica per anar a la seva oficina de la Direcció General de Presons. Després d'enviar a la majoria dels seus subordinats a casa es comunicà amb les altes autoritats militars perquè determinessin la seva situació i la del seu servei. Aquella mateixa nit es va entregar a funcionaris dels Carrabiners, sent enviat al Regimiento Blindado Núm. 2.
El 13 de setembre fou traslladat amb altres detinguts a l'Estadio Chile, actualment conegut com a Estadio Víctor Jara, ja que era una zona habilitada com a centre de detenció. En aquest espai va sofrir nombroses tortures i vexacions per part dels militars. Allà hi va romandre fins al 15 de setembre de 1973.
El 15 de setembre de 1973 morí a causa d'almenys vint-i-tres impactes de bala del calibre .38.
El seu cos va ser trobat durant la matinada del 16 de setembre de 1973, junt amb cinc cadàvers més, entre ells el de Víctor Jara, a la Población Santa Olga, prop del Cementerio Metropolitano.